# Scissileda divaricata
Scissileda divaricata is een tweekleppigensoort uit de familie van de Yoldiidae. De wetenschappelijke naam van de soort is voor het eerst geldig gepubliceerd in 1919 door Odhner.